# Billund Trav
Billund Trav tidligere Sydjysk Væddeløbsbane var en travbane beliggende i Billund. Banen åbnede i 1971 og havde i tidens løb både galopløb, hundevæddeløb samt travløb på programmet. Til banens åbningsløb var der cirka 15.000 tilskuere.
I foråret 2014 kom det frem, at Folketinget ville skære i støtten fra tipsmidlerne til hestesporten, og sammen med Nykøbing F. Travbane i Nykøbing Falster blev Billund Trav lukningstruet. Der blev arrangeret en demonstration, hvor omkring 500 mødte op foran Christiansborg samme dag, som Folketinget skulle førstebehandle lovforslaget som reducerer støtten til hestesporten. Borgmestrene fra Guldborgsund og Billund Kommune, John Brædder og Ib Kristensen forsøgte at overtale Hestesportens Finansieringsforbund om at genovervejer beslutningen, da de mente travbanerne var vigtige for lokalsamfundet ved at tiltrække ressourcestærke familier og til gavn for økonomien i form af turisme.
 Begge travbaner fik frem til september til at finde alternative finansieringer.
I september 2021 besluttedes det på travbanens generalforsamling at sælge travbanen til Kirkbi, som vil bygge boliger og erhverv på grunden.. 23. oktober 2021 kørtes det sidste travløb på banen.